# Nick Schilkey
Nicholas „Nick“ Schilkey (* 12. Mai 1994 in Marysville, Michigan) ist ein US-amerikanischer Eishockeyspieler, der zuletzt beim IF Björklöven in der HockeyAllsvenskan unter Vertrag stand. Zuvor absolvierte der Flügelstürmer unter anderem über 200 Partien in der American Hockey League (AHL) und verbrachte eine Spielzeit bei den Iserlohn Roosters in der Deutschen Eishockey Liga (DEL).

## Karriere

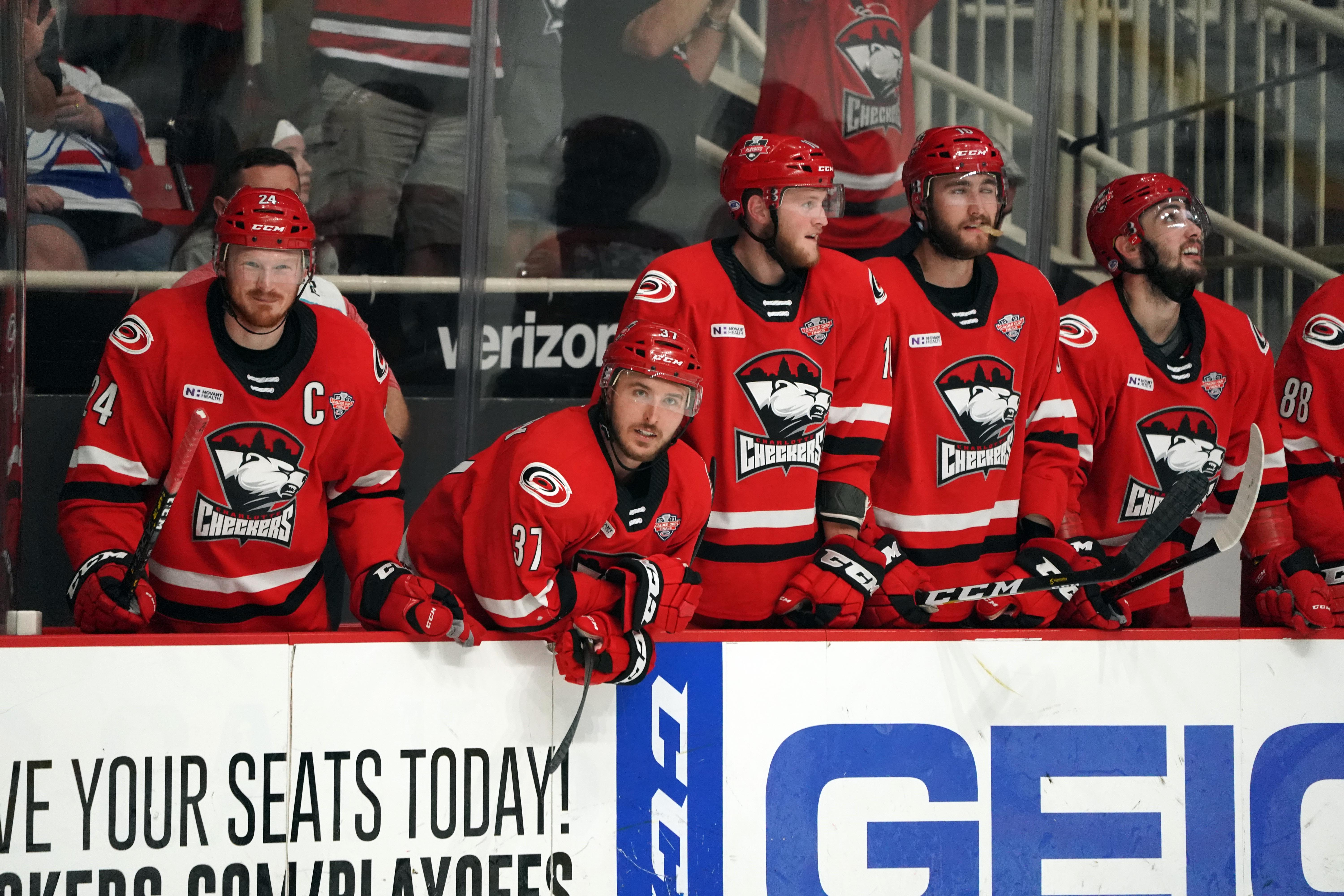
Schilkey (2. von links) als Spieler der Charlotte Checkers im Finale um den Calder Cup (2019)

Im Alter von 17 Jahren stieß Nick Schilkey zum Team der Green Bay Gamblers aus der United States Hockey League (USHL), der wichtigsten Juniorenliga seines Heimatlandes. Mit 42 Scorerpunkten in 71 Spielen trug er dazu bei, dass seine Mannschaft den Clark Cup, die Meisterschaft in der USHL, gewann. Er wurde im Januar 2012 für das Top Prospects Game nominiert, in dem er ein Tor und eine Vorlage erzielte. In seinem zweiten Jahr in Green Bay konnte der Flügelstürmer seine Leistungen steigern und wurde mit 71 Punkten in 59 Hauptrundenpartien der Topscorer seiner Mannschaft und der sechsterfolgreichste Stürmer der Liga.
Im Herbst 2013 nahm Schilkey ein Studium an der Ohio State University auf und spielte fortan für das Universitätsteam, die Buckeyes, im Spielbetrieb der National Collegiate Athletic Association (NCAA). Als zweitbester Torschütze seines Teams wurde er in der Saison 2013/14 zum Rookie of the Year bei den Buckeyes und ins All-Rookie-Team der Big Ten Conference gewählt. Auch in den folgenden Jahren gehörte er zu den Topscorern. Ab 2015 führte er das Team als Mannschaftskapitän an. In den Jahren 2016 und 2017 wurde er jeweils ins Second All-Star-Team der Big Ten Conference berufen, zudem wählten ihn seine Teamkollegen in der Saison 2015/16 zum Most Valuable Player (MVP).
Für die Charlotte Checkers feierte Schilkey in der Saison 2017/18 sein Profidebüt in der American Hockey League (AHL). Nach zwölf Punkten aus 48 Spielen als Rookie steigerte er sich in der folgenden Spielzeit 2018/19 auf eine Quote von mehr als 0,5 Punkten pro Partie. Mit den Checkers gewann er am Ende der Saison den Calder Cup. Im Sommer 2019 wechselte er innerhalb der AHL zu den Bridgeport Sound Tigers und wiederum ein Jahr später zu den Wilkes-Barre/Scranton Penguins. Anschließend entschied er sich für einen Wechsel nach Europa und unterzeichnete einen Vertrag bei den Iserlohn Roosters aus der Deutschen Eishockey Liga (DEL). Nach acht Toren und 19 Vorlagen aus 49 Saisonspielen erhielt der US-Amerikaner nach einer Spielzeit kein neues Vertragsangebot.
Im Juli 2022 gab der IF Björklöven aus der HockeyAllsvenskan, der zweiten schwedischen Liga, die Verpflichtung Schilkeys bekannt. Nach einem guten Saisonstart wurde sein Vertrag bereits im Dezember verlängert. Mit 68 Punkten aus 52 Spielen war er am Ende der Saison der Topscorer der Liga. Nachdem er in der folgenden Saison in nur 34 Hauptrundenspielen zum Einsatz gekommen war, verließ er den Verein nach Vertragsende im Frühjahr 2024.

## Erfolge und Auszeichnungen
| - 2012 Teilnahme am USHL Top Prospects Game - 2012 Clark-Cup-Gewinn mit den Green Bay Gamblers - 2014 B1G All-Rookie Team - 2016 B1G Second All-Star Team | - 2017 B1G Second All-Star Team - 2019 Calder-Cup-Gewinn mit den Charlotte Checkers - 2023 Topscorer in der Allsvenskan-Hauptrunde |

### International
- 2012 Goldmedaille bei der World Junior A Challenge

## Karrierestatistik
Stand: Ende der Saison 2023/24

### International
Vertrat die USA bei:
- Ivan Hlinka Memorial Tournament 2011
- World Junior A Challenge 2012

(Legende zur Spielerstatistik: Sp oder GP = absolvierte Spiele; T oder G = erzielte Tore; V oder A = erzielte Assists; Pkt oder Pts = erzielte Scorerpunkte; SM oder PIM = erhaltene Strafminuten; +/− = Plus/Minus-Bilanz; PP = erzielte Überzahltore; SH = erzielte Unterzahltore; GW = erzielte Siegtore; 1 Play-downs/Relegation; Kursiv: Statistik nicht vollständig)